# لوسیندا دیکی
لوسیندا دیکی (به انگلیسی: Lucinda Dickey) متولد ۱۹۶۰ میلادی، رقصنده و هنرپیشه آمریکایی است که به خاطر بازی در فیلم رقص بریک (فیلم ۱۹۸۴) و رقص بریک ۲ (۱۹۸۴) به شهرت رسید. از فیلم‌های دیگر او می‌توان به نینجا۳: تسلط اشاره نمود. او در سال ۱۹۹۰ بازنشستگی خود را اعلام کرد.